# Lista de episódios de Kissxsis
Kiss×sis é uma adaptação em anime do mangá escrito por Bow Ditama produzido pela Feel. A série gira em torno de um menino chamado Keita Suminoe, que se encontra no centro das atenções de suas irmãs gêmeas de criação, Ako e Riko. A adaptação do anime consiste em duas séries: uma série de televisão anime de doze episódios e uma série de animação de vídeo original (OVA) de doze partes. O primeiro OVA foi lançado em 22 de dezembro de 2008, com episódios subsequentes lançados com volumes do mangá até 6 de abril de 2015. A série de televisão de anime foi ao ar pela AT-X entre 5 de abril de 2010 e 21 de junho de 2010. Foi lançada em DVD de 23 de junho de 2010 e em blu-ray em 25 de fevereiro de 2015.
Para a série de televisão, a música tema do programa é "Balance Kiss" (KISS Baransu Kisu - "Beijo de Equilíbrio") de Taketatsu e Tatsumi, enquanto a música de finalização é "Our Steady Boy" ("Nosso Garoto Determinado") de Yui Ogura e Kaori Ishihara. O tema final do episódio 12 é "Futari" ("Duas Pessoas") de Ogura e Ishihara. Para a série OVA, a música tema do programa é "Futari no Honey Boy" ("Nosso Querido Garoto"), de Ayana Taketatsu e Yuiko Tatsumi, enquanto a música durante os créditos finais é "Hoshizora Monogatari" ("Uma História das Estrelas") de Nana Takahashi.

## Série de TV
| # | Título | Data de Exibição                            |
| --- | --- | ------------------------------------------- |
| 1 | Dias maravilhosos ワンダフルデイズ (Wandafuru Deizu)                                                                          | 28/03/2010 (pré-lançamento) 05/04/2010 (TV) |
| Keita Suminoe tem um problema com suas irmãs gêmeas de criação, Ako e Riko, que são excessivamente românticas com ele. Quando elas descobrem que seus pais não poderão comparecer a uma reunião na escola de Keita, elas vão até lá para ajudá-lo mas acabam causando um tumulto. | |                                             |
| 2 | Uma Lição à Dois 二 人きりのレッスン (Futarikiri no Ressun)                                                                   | 12/04/2010                                  |
| Ako decide ajudar Keita a estudar para melhorar sua chance de passar, embora ambos tenham um pouco de dificuldade em manter o foco no assunto em questão. No entanto, quando Keita diz que o beijo que Ako iria lhe dar como prêmio por acertar as perguntas parece mais uma punição, isso a enfurece. | |                                             |
| 3 | Doces Sedutoras! 魅惑のスイーツ! (Miwaku no Suītsu!)                                                                          | 19/04/2010                                  |
| Keita se irrita por ser beijado por Ako e Riko o tempo todo e decreta a proibição do beijo. Ouvindo que Keita gosta de coisas doces, Riko dá a ele um batom de chocolate, persuadindo-o a tirá-lo de seus lábios, mas as coisas começam a fugir do controle. | |                                             |
| 4 | Qualificações de um Amante 恋人の資格 (Koibito no Shikaku)                                                                    | 26/10/2010                                  |
| Enquanto Keita está na escola, Ako e Riko relembram o primeiro ano do ensino médio – a primeira vez que se separaram dele. Enquanto isso, sua professora, Yuzuki Kiryu, escuta suas discussões e começa a se preocupar com que tipo de relacionamento elas têm com seu irmão. Depois das aulas, Keita vai ao santuário local e encontra suas irmãs orando por seu sucesso.                                                               | |                                             |
| 5 | Desculpe-me! ゴメンナサイ! (Gomen Nasai!)                                                                                     | 03/05/2010                                  |
| Quando Keita vai estudar na biblioteca, sua colega Miharu Mikuni, que é a bibliotecária, fica muito intimidada por sua presença, por achar que ele é um pervertido. Quando resolve ir ao banheiro, Keita corre atrás dela com a intenção de devolver um livro que ela deixou cair, mas acaba arrastando-a para vários esconderijos para se esconder de suas irmãs ciumentas.                                                             | |                                             |
| 6 | Agitação em Akiba 胸騒ぎのアキバ (Munasawagi no Akiba)                                                                        | 10/05/2010                                  |
| Incapazes de ver pornografia da internet usando o PC que seu pai ganhou em um sorteio, Ako e Riko decidem comprar um eroge (jogo erótico). Mas Keita acaba acompanhando-as, o que as faz ter de esconder seu verdadeiro propósito de ir a Akihabara. Porém, se deparam com sua professora, Yuzuki Kiryu, que é uma closet otaku, e que também tem a intenção de comprar um eroge disfarçadamente.                                        | |                                             |
| 7 | O-O que?! Um Delírio Molhado de Verão (な、なんと～っ!?びしょ濡れ真夏の妄想曲 (Na, Nan to~?! Bisho Nure Manatsu no Mōsōkyoku) | 17/05/2010                                  |
| Um dos amigos de Keita, Toda, convence-o a ir para a piscina com ele e Mikazuki, e lhe oferece uma revista pornô para que ele chame Ako e Riko. Suspeitando do que possam estar fazendo todos juntos, Yuzuki decide segui-los, pois acredita ser seu dever como professora guiá-los pelo caminho certo. | |                                             |
| 8 | É Sempre Assim em Agosto 八月はいつもアレ (Hachigatsu wa Itsumo Are)                                                          | 24/05/2010                                  |
| O festival de verão chega, e é o único dia que Keita tem folga na escola preparatória. Ako e Riko competem pela oportunidade de passar a noite do festival a sós com ele, apesar dos três irem ao festival juntos. Uma série de incidentes permite que tanto Ako quanto Riko passem algum tempo com Keita em paz. Mas elas também têm que esconder de Yuzuki, que está patrulhando a feira em sua busca.                                 | |                                             |
| 9 | Nas Horas Difíceis, Busque aos Deuses 苦しい時は神頼み (Kurushii Toki wa Kamidanomi)                                          | 31/05/2010                                  |
| Enquanto Keita tenta estudar, Ako e Riko competem entre si para serem as mais úteis. Enquanto estão sozinhos na sala, Riko e Keita acabam se engajando em 'footplay' sob o kotatsu. Mais tarde, enquanto procurarm por amuletos de boa sorte para ajudar Keita com seus estudos, Ako e Riko descobrem um que é feito usando pêlos pubianos.                                                                                              | |                                             |
| 10 | Finalmente é Real! とうとう本番！ (Tōtō Honban!)                                                                              | 07/06/2010                                  |
| Keita adoece pouco antes de seus exames e Ako e Riko saem da escola para cuidar dele. No entanto, sua recuperação é dificultada pelas gêmeas lutando para ganhar sua afeição, até que resolvem fazer um “tratamento” diferente. Recuperado, Keita vai prestar a prova, enquanto Ako e Riko relembram como Keita as apoiou quando elas foram fazer os exames.                                                                             | |                                             |
| 11 | Arruinando um Dia Bom! いい日、ダメ出し! (Ii Hi, Damedashi!)                                                                  | 14/06/2010                                  |
| Keita aguarda ansiosamente os resultados de seus exames, com Ako e Riko tentando lhe desejar boa sorte. Quando chegam ao quadro de avisos, o número de Keita não está listado e o trio fica deprimido. Depois de perceber os preparativos de comemoração que Ako e Riko prepararam, Keita se anima e decide que é melhor não desperdiçá-los.                                                                                             | |                                             |
| 12 | Um, Dois, à Três! いち、にの、3P! (Ichi, Ni no, San Pī!)                                                                      | 21/06/2010                                  |
| Depois da formatura de Keita, Ako e Riko chegam para descobrir que estavam atrasadas demais para pegar o segundo botão – ou qualquer outro – do blazer de Keita (o segundo botão do uniforme masculino está sobre o coração e deve ser dado à garota pela qual ele tem um carinho especial). Elas decidem, contra a vontade de Keita, realizar um sorteio de prêmios de consolação, com Ako, Riko, Mikazuki e Miharu como participantes. | |                                             |

## OVA
| # | Título                                                                                               | Data de Lançamento |
| --- | --- | ------------------ |
| 00 | Começando do Zero ゼロから始めよう (Zero Kara Hajimeyō)                                              | 22/12/2008         |
| Keita Suminoe, um estudante do último ano do ensino fundamental, tem dificuldade em resistir aos avanços sexuais de suas duas irmãs gêmeas de criação, Ako e Riko, que querem que ele freqüente a mesma escola que elas. No entanto, ele já recebeu uma recomendação esportiva de outra escola.                                                 | |                    |
| 01 | Sob o Mesmo Teto ひとつ やね の した (Hitotsu Yane no Shita)                                         | 22/05/2009         |
| Keita machuca a mão na escola e Ako e Riko competem para ajudá-lo, mas acabam piorando as coisas de uma maneira constrangedora. | |                    |
| 02 | Natal para Dois ふたりでクリスマス (Futari de Kurisumasu)                                            | 20/11/2009         |
| No Natal, Keita, Ako e Riko vão a um bar de karaokê, onde todos acabam ficando muito bêbados devido a um erro na entrega do pedido do chá. | |                    |
| 03 | Ensaio Secreto ひみつの予行練習 (Himitsu no Yokō Renshū)                                             | 04/06/2010         |
| Enquanto arrumam o quarto de Keita, Ako e Riko encontram uma revista pornô sobre irmãos em um sexo à três. Perguntando se Keita quer fazer a mesma coisa com elas, resolvem então praticar usando um boneco para representar Keita. | |                    |
| 04 | Uma Quente Viagem de Primavera 至福の温泉旅行 (Shifuku no Onsen Ryokō)                               | 22/11/2010         |
| Os pais dos irmãos dão ingressos a Keita para um resort de águas termais como presente de formatura e sugerem que ele leve as meninas. Na viagem, acabam visitando um museu erótico e se encontram em algumas situações comprometedoras quando Ako mistura álcool nas bebidas.                                                                  | |                    |
| 05 | Absorto em Perplexidade 五里霧中でむちゅむちゅ (Gorimuchū de Muchumuchu)                             | 22/06/2011         |
| Enquanto estudam juntos, Keita, Ako e Riko, tentam bloquear os sons de êxtase vindos do quarto de seus pais e acabam em uma posição comprometedora no processo. Depois de ficarem excitados com os sons dos pais, Ako, Riko e Keita não conseguem dormir naquela noite, o que leva a mais intimidade.                                           | |                    |
| 06 | Mmm! Exame Físico! むむむっ!な健康診断 (Mumumu! na Kenkōshidan)                                      | 30/11/2011         |
| Enquanto a escola faz um exame de aptidão física, Ako e Riko competem entre si pelos melhores resultados. Enquanto isso, Keita se mete em todo tipo de problema tentando impedir que os seus colegas espionem as garotas. | |                    |
| 07 | Flores de Pêssego Florescem na Estação Chuvosa 長梅雨に咲いた桃の花 (Chō Tsuyuni Saita Momo no Hana) | 06/07/2012         |
| Quando Keita fica encharcado em um dia chuvoso, Mikazuki o convida para sua casa (claro, com segundas intenções), onde ele acaba tendo que se esconder de Yuzuki quando ela chega de repente. | |                    |
| 08 | Depois de Tudo?! Uma Visita Agitada やっぱり！？波乱の家庭訪問 (Yappari!? Haran no Kateihōmon)       | 06/02/2013         |
| Yuzuki vai à casa de Keita para uma visita escolar a suas irmãs, onde a sorte favorece e algo embaraçoso acontece. Felizmente para Yūzuki, ambos os pais de Keita têm a mente aberta – talvez um pouco aberta demais. | |                    |
| 09 | Enlouquecendo no Suor Juvenil 狂おしき青春の汗 (Kuruoshiki Seishun no Ase)                           | 06/11/2013         |
| Enquanto Riko está fora, Keita adquire o gosto de lamber o suor de Ako. Naquela mesma noite, Riko faz seus próprios avanços em Keita, apenas para também receber um gostinho de seu recém-despertado fetiche. | |                    |
| 10 | Nesse Campo de Visão, Muitas Cores あるやなしやは、十人十色 (Aru ya Nashiya wa, Jūninto-iro)         | 06/08/2014         |
| Keita inadvertidamente entra na área feminina da casa de banho pública e é forçado a se esconder quando suas irmãs e todas as outras garotas de sua vida aparecem juntas. | |                    |
| 11 | Um Bom Relacionamento Para Sempre いつまでもイイ関係 (Itsumade mo Ī Kankei)                          | 06/04/2015         |
| Keita, Ako e Riko inventam um jogo em que trocam bolinhas de tapioca entre suas bocas. Depois de perceber que o suco de tapioca era alcoólico, Ako se aproveita do bêbado Keita, logo descobrindo que ele possui lembranças dos tempos anteriores em que estava intoxicado. Riko tenta fazer o mesmo, apenas para ver o tiro sair pela culatra. | |                    |